# دودکش‌های جن

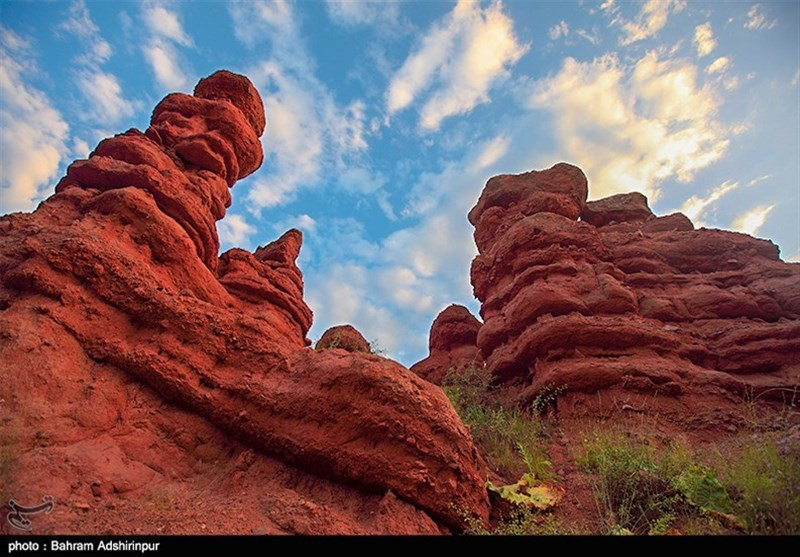
منطقه طبیعی ثبت شده دودکش‌های جن (قیزیل قایا)-استان اردبیل

دودکش‌های جن یا قیزیل قایا از پدیده‌های شگفت‌انگیز زمین‌شناختی در بخش فیروزآباد شهرستان کوثر در استان اردبیل است که در در ۹۵ کیلومتری اردبیل و ۵۲ کیلومتری شهرستان خلخال در مسیر جاده سرچم به اردبیل نرسیده به تونل اول تونل امام علی واقع شده‌است. در قسمت جنوب استان اردبیل و در مرز شهرستان گیوی در اطراف رودخانه قزل اوزن قرار گرفته‌است. این آثار طبیعی در واقع کوه‌سرها یا مناره‌های سنگی نازک و بلندی هستند که زیر یک حوضچهٔ خشک و بایر یا از زمین سنگلاخ و بدبوم بیرون آمده‌اند.

## مطالعه زمین‌شناسی منطقه
با توجه به نقشه زمین‌شناسی اکثریت این منطقه بویژه ارتفاعات قسمت جنوبی و تا حدودی مرکزی مربوط به دوران پالئوزوئیک و پلیوکواترنری است که دارای توفهای اندزیتی و رسوبهای توفی و سنگ‌های پادگانه‌های آبرفتی قدیم، مربوط به دوره کواترنری به صورت پراکنده در زمین‌های تپه‌ای و در قسمت شمالی محدوده مربوط به دوره نئوژن بوده، که شامل آواری‌های مارن قرمز رنگ که حاوی لایه‌های سبز و گچ است و همچنین دارای سنگ‌های تراکیت و تراکی اندزیت در مرتفع‌ترین نقطه منطقه مشکول می‌باشد.

## حیات وحش منطقه
حیات وحش این منطقه رت می‌توان کل وبز، خرس قهوه ای، گربه وحشی، عقاب شاهی، خوک، گراز وحشی، گرگ، روباه، شغال، خرگوش، جوجه تیغی و گورکن و پلنگ و گونه‌های درختان جنگلی نظیر ارس، افدرا، سیاه تلو و زرشک و پوشش گیاهی زالزالک، پسته وحشی، گلابی وحشی و انواع گون نام برد.

## مراحل ثبت
این منطقه در سال ۱۳۹۷ بعنوان اثر طبیعی در فهرست میراث ملی کشور به شماره شماره ۵۷۱ ثبت گردید…

## نگارخانه

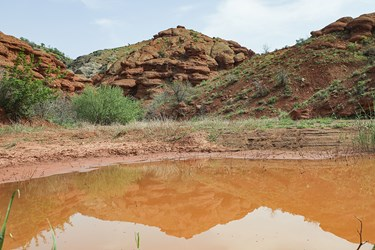
دودکش های جن در مسیر جاده اردبیل-سرچم
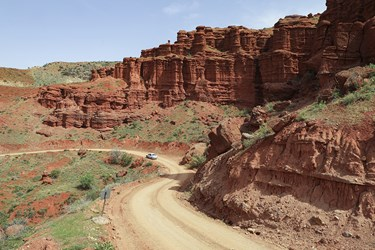
دودکش های جن در مسیر جاده اردبیل-سرچم
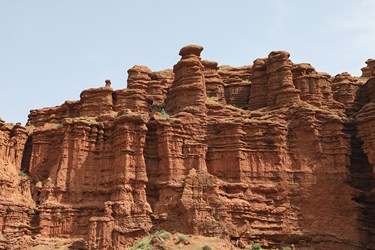
دودکش های جن در مسیر جاده اردبیل-سرچم